# 퍼포스 헬릭스
퍼포스 헬릭스(Perforce Helix, 과거 이름: 퍼포스)는 퍼포스 소프트웨어에서 개발된 상용 버전 관리 소프트웨어이다.
퍼포스의 서버는 중앙 데이터베이스와 파일의 주 저장소를 관리한다. 퍼포스는 퍼포스의 프로토콜을 사용하는 두 깃 클라이언트 사이도 지원한다. 깃 클라이언트는 SSH나 HTTPS 하에서 퍼포스 서버와 데이터를 주고 받을 수 있으며, 또한 상용 원격 프로시저 호출이나 스트리밍 프로토콜을 사용하는 TCP/IP를 통해서도 데이터를 주고 받을 수 있다. 사용자들은 원자성 커밋을 지원하는 체인지리스트(changelist)에서 함께 파일을 변경할 수 있다.